# De Svenske
Sångsällskapet De Svenske är en manskör i Stockholm.
Kören De Svenske består av ett 25-tal sångare vid Frälsningsarmén/Templet på Östermalmsgatan 69 i Stockholm. Kören anordnar varje år ett antal egna konserter. Varje vår bjuder kören in manliga sångare som vill pröva att sjunga manskör till en vårkonsert på Templet, där man framför alla de klassiska vårsångerna. Kören har också en julkonsert – på senare år i allmänhet i Tyska kyrkan i Gamla stan, samt ytterligare konserter på olika teman.
Körens dirigent är sedan januari 2023 Theodor Bagaian (2003).

## Historik
Kören grundades 1923 efter en utbrytning ur KFUM-kören i Stockholm. DS står för De Svenske. Namnet är hämtat från barnvisan ”Här komma de svenske med buller och bång” – man ville vara lite lustig redan 1923. Körens motto är Diakoni Sonorum, sångens tjänare. Kören genomförde 1927 en omfattande turné i USA, framträdde på Carnegie Hall och konserterade i svenskbygderna. Kören gjorde flera skivinspelningar mellan 1927 och 1930 och medverkade i Sveriges första ljudfilm 1929, där kören sjöng titelsången ”Säg det i toner” av Jules Sylvain. 
1927 genomförde kören en resa till USA för att besöka och sjunga i områden med Svensk koppling. Resan gick igen hela USA från Boston, NY, San Francisco och tillbaka till västkusten.
Under tiden efter andra världskriget var körens ordförande under många år Anders Bjelle, chef för LT:s förlag. Kören kom därigenom att få en stark koppling till jordbrukets föreningsrörelse, och medverkade regelbundet vid Lantbruksveckans högtidliga öppnande. År 1988 blev Anders Asp dirigent i kören och ledde kören ända till sin bortgång 2018. Genom hans goda kontakter kunde kören genomföra konserter med yngre operasångare som Michael Weinius, Jesper Taube och John Erik Eleby. Kören framträdde ofta med konserter i Klara kyrka i samverkan med kyrkans organist Per Thunarf.
Vid 1970-talets början slogs kören samman med Grafiska kören.
Kören kallades även Sångsällskapet DS under de senaste årtiondena.
Mellan 2018 och 2021 var Karl Nicklas Gustavsson dirigent och musikalisk ledare för De Svenske.